# Callogorgia verticillata
Callogorgia verticillata är en korallart som först beskrevs av Peter Simon Pallas 1766.  Callogorgia verticillata ingår i släktet Callogorgia och familjen Primnoidae. Inga underarter finns listade i Catalogue of Life.